# Koppányszántó
Koppányszántó là một thị trấn thuộc hạt Tolna, Hungary. Thị trấn này có diện tích 22,55 km², dân số năm 2010 là 319 người, mật độ 14 người/km².